# Camponotus eperiamorum
Camponotus eperiamorum é uma espécie de inseto do gênero Camponotus, pertencente à família Formicidae.